# Francisco Díaz de Écija
San Francisco Díaz de Écija fue un fraile y sacerdote dominico, nacido en 1713 en Écija ( Sevilla), que murió martirizado en 1748.

## Vida

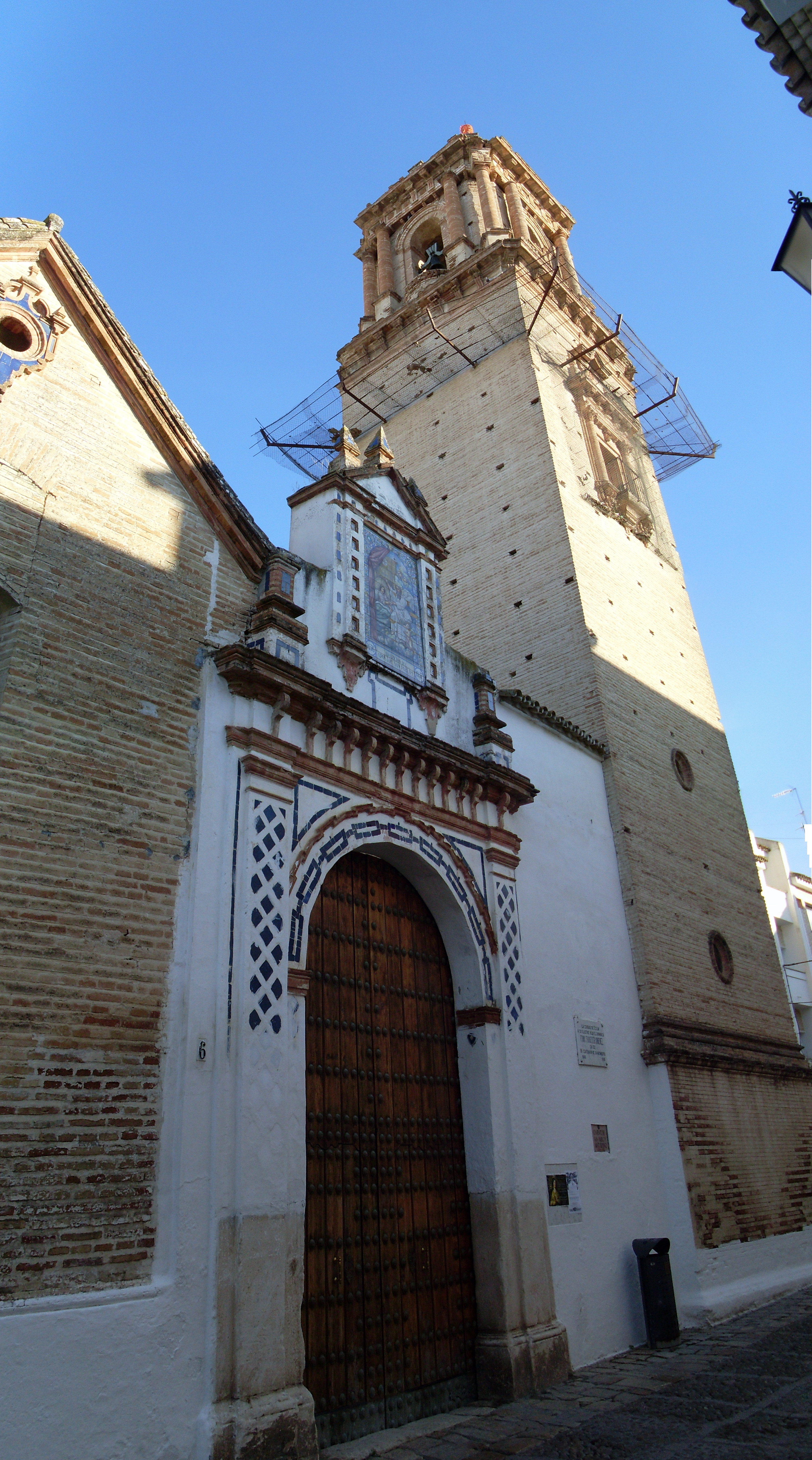
Portada del Convento de San Pablo y Santo Domingo, en donde Francisco tomó los hábitos dominicos.

Es el más joven de un grupo de cinco dominicos martirizados en China. Nació en Écija (Sevilla) el 2 de octubre de 1713. Sus padres eran Juan Díaz e Isabel María Rincón y Rico. En el convento de San Pablo y Santo Domingo de su ciudad natal tomó el hábito en 1730 y profesó cinco años más tarde. A finales de 1735, con veintidós años, zarpa de Cádiz para las Filipinas. Se ordenó de sacerdote en Manila y llegó a la misión de China en 1738.
La misión había sido fundada en 1556 por el padre Gaspar de la Cruz. Las persecuciones la habían sacudido con furia: en 1643 se apuntaló espiritualmente con la muerte del protomártir de China, Franciscano Capillas.
En 1735 falleció el emperador Yung-Ching y le sucedió Kien-Lung. La tregua de los días de la sucesión fue corta; los misioneros se distribuyeron entre Fogán, Focheu, Moyang y Kan-Kiapán. El nuevo emperador prohibió la práctica de la  religión católica en sus dominios. El ministerio se complicó de tal manera que los misioneros tenían que salir de noche a ejercerlo, disfrazarse con trajes y oficios humildes y guarecerse en los montes para huir de la enconada búsqueda de los mandarines, que habían puesto a precio sus cabezas.
Por fin, en 1746, el virrey de Focheu, Cheu-Kio-Kien, organizó la caza de los misioneros utilizando los informes de un apóstata. El 25 de junio caería apresado el primero de ellos, el padre Alcover; el 27, los padres Serrano y Díaz; el 2 de julio, el padre Sanz, y el 3, el padre Royo. 
El 5 de julio están ya los cinco en la cárcel de Fogán. El 19 empieza un primer proceso; los jueces dictan sentencia absolutoria, pero el virrey monta en cólera, depone a los jueces y nombra un nuevo tribunal, que empieza a actuar el 27 de agosto. De antemano estaba dada la sentencia de muerte.
Francisco y sus compañeros son herrados en la cara con los caracteres Chan-Fan, es decir «reo de muerte», y fueron degollados el 28 de octubre de 1748 al atardecer. 
Francisco Díaz fue beatificado por León XIII el 14 de mayo de 1893 y canonizado por Juan Pablo II en la Ciudad del Vaticano, durante el Año Jubilar (octubre de 2000). Su fiesta se celebra el 28 de octubre.

## Leyenda
Entre las muchas leyendas sobre hechos y personajes ecijanos, la menos conocida, pero no por ello menos bella, es la relacionada con el Beato Francisco Díaz Rincón.
Nos narra que una mañana, se encontraban por la calle Carmelitas y Cavilla, varios niños de unos 8 años, jugando a moros y cristianos (otras versiones dice, que lo hacían por la Plaza de San Juan). Uno de esos niños, el más vivaracho y travieso, que mandaba en el juego, se había escapado o no había acudido aquella mañana a sus deberes. De pronto por esquina de Arcipreste Aparicio y por lo alto de la ligera pendiente, aparece un sacerdote dominicano, que se para y, después de observar el juego de los niños, llama a uno de ellos, con fuerte voz diciendo:
- Oye Francisco, ven aquí.-
- ¿Es a mí, padre?- Preguntó desde lejos un tanto asustado el jefe de la pandilla de los críos.
Acudió, y el sacerdote de blanco hábito, poniéndole una mano sobre su hombro, le dice:
- Mañana temprano, ve al Convento de San Pablo y Santo Domingo. Quiere hablarte el Prior.-
Se lo contó a sus padres, quienes creyeron que lo llamaría para que prestara servicio en el Convento, que como monaguillo u otro menester, y así al día siguiente, muy arregladito, se presenta Francisco, en las puertas de Santo Domingo y, tras tocar la campanilla, es recibido por el fraile portero, quién a regañadientes lo presenta ante el padre Prior y éste extrañado dijo que no había citado a ningún niño. Para mayor tranquilidad, le presentó a varios frailes y como ninguno de ellos fuese reconocido por el niño, lo despidieron del Convento sin ser creído.
Malhumorado, iba para su casa, cuando se encontró con uno de los compañeros de juego de la tarde anterior, y como era firme de carácter, junto con este amigo, vuelve al Convento, insiste en su versión y le pone de testigo.
El Prior, ante la insistencia de los pequeños, convoca en el coro a todos los sacerdotes, frailes y profesantes, pero ninguno de ellos es reconocido por Francisco, quién despachado, se dispone a salir de nuevo del Convento, atravesando la Iglesia, pero ha aquí, que de improviso se para y empieza a gritar:
-Padre Prior, Padre Prior, éste, éste, fue el fraile que me llamó ayer.-
Acuden a los gritos del niño, el Prior y los demás dominicos y lo rodean con gran sorpresa, pues Francisco, sonriendo, con la mano derecha extendida y su dedo índice, firmemente señalaba la figura de un Dominico. Esta figura representada por una imagen colocada en uno de los altares de la Iglesia y representaba nada menos que al fundador de la Orden; a SANTO DOMINGO DE GUZMÁN, fallecido hacía más de 550 años.
Hijo ¿ese te llamó?
Si padre Prior, ese fue el fraile que estuvo hablando conmigo ayer, y me dijo que viniera a verle.
El niño Francisco Díaz, comenzó a frecuentar iglesias, actuó como “seise” en la de Santa María. Con once años, ingresó en el Convento de Santo Domingo a los 16, tomó hábitos a los 18 y posteriormente se hizo sacerdote y misionero en Filipinas y China, donde en 28 de octubre de 1748, a la edad de 35 años, fue martirizado. Es beatificado por León XIII en 1.893. Desde entonces ocupa un altar dentro de la Iglesia católica, aquel niño que una mañana, abandonó sus deberes, y cuando jugaba a moros y cristianos, bien por la calle Cavilla o por Plaza de San Juan, fue llamado por un sorprendente fraile dominico.
.